# Борислав сміється
«Борислав сміється» — літературний твір українського письменника Івана Яковича Франка, жанр якого сам автор визначив як повість, який також визначають роман. Став одним із перших у світовій літературі творів, що зображають робітничий рух.

## Сюжет
Повість присвячена опису страйку на нафтовому промислі в місті Борислав. Головний герой твору Бенедьо Синиця, колишній помічник муляра, скалічений на виробництві. Він стає організатором страйку, каси робітничої взаємодопомоги, блокування штрейкбрехерів. Метод організованої боротьби Синиці протиставляється в повісті стихійному бунтарству й насильництву братів Бесарабів. Головні антагоністи твору — капіталісти-євреї Леон Гаммершляг та Герман Гольдкремер.

## Історія написання
На написання письменника надихнули справжні події. У 60-их роках ХІХ ст. промислова революція швидкими темпами розвивалася в Австро-Угорській імперії, включно із Західною Україною. Із розвитком промисловості почав виникати також робітничий клас. Під впливом ідей соціалізму стала формуватися організована боротьба робітників за свої права. У 70-их на заході України почалися перші страйки, що було новим феноменом у переважно селянській Галичині.
У 1870-і роки Франко написав «бориславський цикл» оповідань, до якого також увійшла повість Boa constrictor. З цієї повісті у роман перейшов Герман Гольдкремер.
1879 року Франко писав у листі до Ольги Рошкевич: «Се буде роман троха на обширнійшу скалю від моїх попередніх повістей і побіч життя робітників бориславських представить також „нових людей“ при роботі, — значить, представить не факт, а, так сказати, представить у розвитку те, що тепер існує в зароді. Чи вдасться мені така робота — не знаю, але я взявсь до неї сміло, — треба буде троха понатужитись, ну, і чень дещо вийде. Головна річ — представити реально небувале серед бувалого і в окрасці бувалого».
Повість друкувалася частинами у львівському журналі «Світ» у 1881—1882 роках. У зв'язку із закриттям журналу і, можливо, втратою інтересу письменника, «Борислав сміється» залишився незавершеним. Вперше роман був виданий окремою книгою у 1922 році. У виданні також було поміщено закінчення, написане сином Франка Петром «на основі оповідання автора».

## Сприйняття
Роман був включений до радянської шкільної програми 9-го класу з української літератури.
Як і інші твори Франка, у совєцькому літературознавстві роман розглядався з класових та соціальних позицій та теорії критичного реалізму. Твір читався як один із перших творів про робітничий рух, в якому «письменник, чи не вперше у всій європейській літературі, показав становлення промислового пролетаріату», що «оголошує війну капіталістам». Сучасними критиками такі установки переосмислені:
Я пригадую свої враження, коли ще в школі ми розглядали «Борислав сміється». Я тоді мало не хворіла, читаючи твір. І це стосується не теми самої повісті. Це письмо, яким володів Франко. Він, до речі, студіював психологію, пізніше говорив про єдність психології та естетики у трактаті «Секрети поетичної творчості».— Тамара Гундорова
 Так, Микола Ткачук із образом Рифки пов'язує «формування потворної особистості, історія осквернення характеру, його розпад, руйнування під впливом життя, багатства».
Роман написано в дусі європейської реалістичної літератури кінця ХІХ століття, що саме переживала етап розробки робітничої теми. Принципова відмінність його полягала в тому, що робітники пов'язувалися тією чи іншою мірою із соціалістичними ідеями та осмислювалися як суспільно-історична сила. Початок цього етапу традийно бере відлік від натуралізму і роману Еміля Золя «Жерміналь» опублікованим 1885 р. Твір Франка дещо випередив його у часі (1881 р.), однак початок розробки робітничої теми пов'язують не з Франковою повістю, оскільки цей твір не вийшов тоді за межі української літератури.
Франко у романі прагне найбільш реалістично передати настрої робітників, у тому числі через автора-оповідача, який озвучує їхні погляди. Проте деякі критики прийняли характеристики оповідача за погляди Франка, через що, наприклад, звинуватили його в антисемітизмі.

## Зміст
В редакції Івана Франка є 21 розділ.

## Персонажі
- Басараб Андрусь
- Басараб Сень
- Баух Іцик
- Будовничий
- Ван-Гехт — бельгійський хімік
- Гамершляг Леон — вдівець
- Гольдкремер Герман
- Готліб — син Германа
- Деркач
- майстер на будові дому Леона
- Матій — ріпник
- Мортко
- Півторак Іван
- Півторачка
- Прийдеволя
- Рифка — дружина Германа
- Синиця Бенедьо — помічник муляра
- Стасюра
- Фанні — доня Леона
- Шеффель — асистент Ван-Гехта

## Видання
- Іван Франко. Борислав сміється — Львів: Каменяр, 1975—247 с.
- Зібрання творів в 50 томах.: том 15 — К.: Наукова думка, 1978
- Іван Франко. Борислав сміється — К.: Кондор, 2020—316 с. ISBN 9786177841707.

## Екранізації
- «Борислав сміється» («Королі воску») — радянський український художній фільм, знятий у 1927 році німецьким кінематографістом Йосипом Івановичем Роною на Одеській кінофабриці.
- «Борислав сміється» — незавершений і втрачений фільм, що в 1941 році знімався на Київській кіностудії художніх фільмів, написаний Ю. Дольд-Михайликом у співавторстві з сином письменника Петром Івановичем Франком за мотивами творів «Борислав сміється», «Boa constrictor», «Навернений грішник», «Яць Зелепуга» тощо.

## Аудіокниги
Актор Василь Мазур на студії «Книга вголос» озвучив повість «Борислав сміється». Аудіозапис увійшов до частини 2 аудіокниги «Франко Іван. Зібрання творів», виданого товариством «Українська аудіокнига» у 2006 році.